# Вилијам Марфи
Вилијам Марфи (енгл. William P. Murphy; 6. фебруар 1892 — 9. октобар 1987) је био амерички лекар и добитник Нобелове награде за медицину 1934. са Џорџом Мајнотом и Џорџом Виплом за осмишљавање и лечење пернициозне анемије.

## Биографија
Рођен је 6. фебруара 1892. у Стоутону, а као млад се преселио у Кондон. Образовао се у Висконсину и Орегону. Дипломирао је 1914. године на Универзитету Орегона. Докторирао је 1922. на Медицинској школи Харвард. Године 1924. је истраживао на анемичним псима, инспирисан радом на ратним повредама, хранио их је разним супстанцама како би проценио њихово побољшање. Открио је да унос великих количина џигерица побољшава анемију брже од свих намирница. Са Џорџом Мајнотом и Џорџом Виплом је хемијски изоловао лековиту супстанцу, резултати су показали да је џигерица у јетри одговорна за лечење анемије, у међувремену је истраживање спроведено на људима са пернициозном анемијом и неки ефекти су поновљени. Активни састојак је био екстракт растворљив у води који садржи нову супстанцу, изолован је витамин Б12 из јетре.
Године 1930. је награђен Камероновом наградом за терапију Универзитета у Единбургу са Мајнотом, а 1934. Нобеловом наградом за медицину са Мајнотом и Виплом. Марфи се 10. септембра 1919. оженио са Перл Харијет Адамс, са којом је имао сина Вилијам Марфи и ћерку Присилу Адамс. Године 1951. је био један од седам нобеловаца који су присуствовали састанку добитника Нобелове награде Линдау. Преминуо је 9. октобра 1987. у Бруклајну.